# Skalka (Kremnické vrchy)
Skalka je 7. nejvyšší vrch Kremnických vrchů o nadmořské výšce 1232 m. Leží v hlavním hřebeni a její vrchol je částečně zalesněný. Jeho identifikaci usnadňuje vysílací středisko Suchá hora s 300 m vysokým vysílačem.
Pod vrcholem se nachází středisko zimních sportů Skalka arena, do kterého vede z Kremnice silnice II/578, výrazně usnadňující přístup na hřeben.

## Přístup
- Po  značce ze sedla Malý Šturec přes Sedlo Flochová
- Po  značce ze Zlaté studny
- Po  značce z Banské Bystrice
- Po  značce z Kremnice
- Po cestě z Kremnice